# Asperthorax granularis
Asperthorax granularis is een spinnensoort in de taxonomische indeling van de hangmatspinnen (Linyphiidae).
Het dier behoort tot het geslacht Asperthorax. De wetenschappelijke naam van de soort werd voor het eerst geldig gepubliceerd in 1989 door Gao & Zhu.